# Histiocito
Un histiocito es un tipo de célula animal, perteneciente al tejido conjuntivo (tejido de soporte del cuerpo), que ingiere sustancias extrañas para proteger al cuerpo de posibles infecciones. Su función es inmunitaria, siendo un macrófago que permanece en un órgano concreto, sin viajar a través de la sangre. Es una célula grande fagocitaria, que forma parte del sistema fagocítico mononuclear.
Este tipo de célula se encuentra en gran parte de los órganos de los seres del reino animal, entre los que podemos citar:
- Ganglios linfáticos y amígdalas palatinas
- Bazo
- Hígado
- Placenta
- Tejido mamario y perimamario
- Cerebro

Un número irregular de histiocitos genera la patología llamada histiocitosis.